# UEFA Champions League 2001-2002 (prima fase a gironi)
Alla prima fase a gironi erano ammesse 32 squadre: 16 provenienti dal terzo turno preliminare e 16 classificate dai campionati (campioni nazionali e seconde classificate per gli Stati dal 1º al 6º posto del ranking UEFA, campioni nazionali per gli Stati dal 7º al 10º posto).
Gli otto gironi all'italiana erano composti da 4 squadre l'uno: per le prime due classificate vi era la qualificazione diretta alla successiva fase a gironi, mentre la terza veniva ripescata in Coppa UEFA e la quarta era eliminata.
In caso di parità di punteggio nella classifica, i criteri seguiti erano (nell'ordine):
1. Punti ottenuti negli scontri diretti (classifica avulsa);
2. Maggior numero di gol segnati negli scontri diretti;
3. Maggior numero di gol segnati in trasferta negli scontri diretti;
4. Differenza reti generale;
5. Maggior numero di gol segnati;
6. Coefficiente UEFA

## Squadre
| Legenda                                                                        |
| ------------------------------------------------------------------------------ |
| Primi e secondi classificati (alla seconda fase a gironi)                      |
| Terzi classificati (agli spareggi della Sedicesimi di finale della Coppa UEFA) |
| Quarti classificati (eliminati)                                                |

| Squadre        | Coeff   |
| Urna 1         | Urna 1  |
| -------------- | ------- |
| Bayern Monaco  | 110.316 |
| Real Madrid    | 114.605 |
| Manchester Utd | 110.644 |
| Barcellona     | 108.604 |
| Lazio          | 105.119 |
| Juventus       | 98.119  |
| Arsenal        | 76.644  |
| Liverpool      | 73.643  |

| Squadre             | Coeff  |
| Urna 2              | Urna 2 |
| ------------------- | ------ |
| Borussia Dortmund   | 73.315 |
| Galatasaray         | 71.987 |
| Porto               | 68.136 |
| Roma                | 68.119 |
| Olympique Lione     | 64.176 |
| Deportivo La Coruña | 63.605 |
| Spartak Mosca       | 61.854 |
| Maiorca             | 60.604 |

| Squadre          | Coeff  |
| Urna 3           | Urna 3 |
| ---------------- | ------ |
| Schalke 04       | 57.316 |
| Bayer Leverkusen | 56.315 |
| Dinamo Kiev      | 55.915 |
| Lokomotiv Mosca  | 53.853 |
| Rosenborg        | 53.799 |
| Feyenoord        | 53.124 |
| PSV              | 51.124 |
| Olympiacos       | 47.183 |

| Squadre       | Coeff  |
| Urna 4        | Urna 4 |
| ------------- | ------ |
| Nantes        | 45.176 |
| Anderlecht    | 43.075 |
| Sparta Praga  | 37.395 |
| Panathīnaïkos | 37.183 |
| Boavista      | 28.137 |
| Celtic        | 25.310 |
| Fenerbahçe    | 24.987 |
| Lilla         | 21.175 |

## Sorteggio
| Gruppo | 1ª fascia      | 2ª fascia           | 3ª fascia        | 4ª fascia     |
| ------ | -------------- | ------------------- | ---------------- | ------------- |
| A      | Real Madrid    | Roma                | Lokomotiv Mosca  | Anderlecht    |
| B      | Liverpool      | Borussia Dortmund   | Dinamo Kiev      | Boavista      |
| C      | Arsenal        | Maiorca             | Schalke 04       | Panathīnaïkos |
| D      | Lazio          | Galatasaray         | PSV              | Nantes        |
| E      | Juventus       | Porto               | Rosenborg        | Celtic        |
| F      | Barcellona     | Olympique Lione     | Bayer Leverkusen | Fenerbahçe    |
| G      | Manchester Utd | Deportivo La Coruña | Olympiacos       | Lilla         |
| H      | Bayern Monaco  | Spartak Mosca       | Feyenoord        | Sparta Praga  |

## Partite

### Gruppo A
| Squadra         | Pt | G | V | N | P | GF | GS | DG |
| --------------- | -- | - | - | - | - | -- | -- | -- |
| Real Madrid     | 13 | 6 | 4 | 1 | 1 | 13 | 5  | +8 |
| Roma            | 9  | 6 | 2 | 1 | 3 | 6  | 5  | +1 |
| Lokomotiv Mosca | 7  | 6 | 2 | 1 | 3 | 9  | 9  | 0  |
| Anderlecht      | 3  | 6 | 0 | 3 | 3 | 4  | 13 | -9 |

| Arbitro: | Vladimír Hriňák |

|             |           |              |
| Maminov 18’ | Marcatori | 15’ Hendrikx |

| Arbitro: | Graham Poll |

|                  |           |                   |
| Totti 73’ (rig.) | Marcatori | 50’ Figo 63’ Guti |

| Bruxelles 19 settembre 2001, ore 20:45 CEST 2ª giornata | Anderlecht        | 0 – 0 referto | Roma | Stadio Constant Vanden Stock (21 436 spett.)\| Arbitro: \| Karl-Erik Nilsson \| |
| Arbitro:                                                | Karl-Erik Nilsson |               |      |                                                                                 |

| Arbitro: | Stéphane Bré |

|                                                          |           |  |
| Munitis 39’ Figo 64’ (rig.) Roberto Carlos 81’ Sávio 87’ | Marcatori |  |

| Arbitro: | Terje Hauge |

|                                      |           |         |
| Celades 49’ Raúl 51’, 68’ Solari 79’ | Marcatori | Dindane |

| Arbitro: | Hartmut Strampe |

|                                |           |               |
| Chugainov 69’ (aut.) Totti 79’ | Marcatori | 59’ Obradović |

| Arbitro: | Dick Jol |

|  |           |          |
|  | Marcatori | 78’ Cafu |

| Arbitro: | Knud Erik Fisker |

|  |           |                                  |
|  | Marcatori | 19’ Roberto Carlos 35’ McManaman |

| Arbitro: | Mike McCurry |

|         |           |                                                         |
| Ilić 2’ | Marcatori | 13’ Izmailov 28’ Sennikov 58’ Pimenov 63’, 69’ Buznikin |

| Arbitro: | Hellmut Krug |

|                 |           |           |
| Figo 75’ (rig.) | Marcatori | 35’ Totti |

| Arbitro: | Éric Poulat |

|                |           |            |
| Delvecchio 52’ | Marcatori | 11’ Mornar |

| Arbitro: | Mike Riley |

|                               |           |  |
| Buznikin 30’ Cherevchenko 50’ | Marcatori |  |

### Gruppo B
| Squadra           | Pt | G | V | N | P | GF | GS | DG |
| ----------------- | -- | - | - | - | - | -- | -- | -- |
| Liverpool         | 12 | 6 | 3 | 3 | 0 | 7  | 3  | +4 |
| Boavista          | 8  | 6 | 2 | 2 | 2 | 8  | 7  | +1 |
| Borussia Dortmund | 8  | 6 | 2 | 2 | 2 | 6  | 7  | -1 |
| Dinamo Kiev       | 4  | 6 | 1 | 1 | 4 | 5  | 9  | -4 |

| Arbitro: | Kyros Vassaras |

|          |           |          |
| Owen 29’ | Marcatori | 3’ Silva |

| Arbitro: | Ľuboš Micheľ |

|                               |           |                        |
| Melashchenko 15’ Idahor 45+1’ | Marcatori | 56’ Koller 74’ Amoroso |

| Dortmund 19 settembre 2001, ore 20:45 CEST 2ª giornata | Borussia Dortmund | 0 – 0 referto | Liverpool | Westfalenstadion (45 210 spett.)\| Arbitro: \| Valentin Ivanov \| |
| Arbitro:                                               | Valentin Ivanov   |               |           |                                                                   |

| Arbitro: | Alfredo Trentalange |

|                               |           |            |
| Sánchez 4’ Silva 11’ Duda 30’ | Marcatori | 5’ Ghioane |

| Arbitro: | Rune Pedersen |

|                       |           |             |
| Silva 23’ Sánchez 39’ | Marcatori | 76’ Amoroso |

| Arbitro: | Pierluigi Collina |

|              |           |  |
| Litmanen 23’ | Marcatori |  |

| Arbitro: | Stefano Braschi |

|                       |           |             |
| Ricken 50’ Koller 68’ | Marcatori | 33’ Goulart |

| Arbitro: | Claude Colombo |

|             |           |                        |
| Ghioane 59’ | Marcatori | 43’ Murphy 67’ Gerrard |

| Arbitro: | Karl-Erik Nilsson |

|           |           |            |
| Silva 60’ | Marcatori | 17’ Murphy |

| Arbitro: | Kyros Vassaras |

|         |           |  |
| Rosický | Marcatori |  |

| Arbitro: | Kim Milton Nielsen |

|                       |           |  |
| Šmicer 15’ Wright 52’ | Marcatori |  |

| Arbitro: | Fritz Stuchlik |

|                  |           |  |
| Melashchenko 49’ | Marcatori |  |

### Gruppo C
| Squadra       | Pt | G | V | N | P | GF | GS | DG |
| ------------- | -- | - | - | - | - | -- | -- | -- |
| Panathīnaïkos | 12 | 6 | 4 | 0 | 2 | 8  | 3  | +5 |
| Arsenal       | 9  | 6 | 3 | 0 | 3 | 9  | 9  | 0  |
| Maiorca       | 9  | 6 | 3 | 0 | 3 | 4  | 9  | -5 |
| Schalke 04    | 6  | 6 | 2 | 0 | 4 | 9  | 9  | 0  |

| Arbitro: | Stefano Braschi |

|  |           |                         |
|  | Marcatori | 75’ Vlaović 80’ Basinas |

| Arbitro: | Knud Erik Fisker |

|                    |           |  |
| Engonga 12’ (rig.) | Marcatori |  |

| Arbitro: | Claude Colombo |

|                                 |           |                              |
| Ljungberg Henry 36’, 47’ (rig.) | Marcatori | 43’ van Hoogdalem 59’ Mpenza |

| Arbitro: | Konrad Plautz |

|                              |           |  |
| Vlaović 25’ Konstantinou 28’ | Marcatori |  |

| Arbitro: | Vítor Melo Pereira |

|                |           |  |
| Karagounis 25’ | Marcatori |  |

| Arbitro: | Nikolai Levnikov |

|  |           |           |
|  | Marcatori | 66’ Eto'o |

| Arbitro: | Urs Meier |

|                       |           |               |
| Henry 23’, 52’ (rig.) | Marcatori | 50’ Olisadebe |

| Arbitro: | Jan Wegereef |

|  |           |                                                         |
|  | Marcatori | 15’ van Hoogdalem 22’ (rig.) Hajto 77’ Asamoah 84’ Sand |

| Arbitro: | Alain Sars |

|                                |           |  |
| Olisadebe 31’ Konstantinou 60’ | Marcatori |  |

| Arbitro: | Dick Jol |

|                                    |           |          |
| Pires 61’ Bergkamp 63’ Henry 90+3’ | Marcatori | 74’ Novo |

| Arbitro: | Ryszard Wójcik |

|                                  |           |             |
| Mulder 2’ Vermant 60’ Möller 64’ | Marcatori | 71’ Wiltord |

| Arbitro: | Karl-Erik Nilsson |

|             |           |  |
| Biagini 57’ | Marcatori |  |

### Gruppo D
| Squadra     | Pt | G | V | N | P | GF | GS | DG |
| ----------- | -- | - | - | - | - | -- | -- | -- |
| Nantes      | 11 | 6 | 3 | 2 | 1 | 8  | 3  | +5 |
| Galatasaray | 10 | 6 | 3 | 1 | 2 | 5  | 4  | +1 |
| PSV         | 7  | 6 | 2 | 1 | 3 | 6  | 9  | -3 |
| Lazio       | 6  | 6 | 2 | 0 | 4 | 4  | 7  | -3 |

| Arbitro: | Juan Fernández Marin |

|                                                  |           |               |
| André 5’ Quint 10’ (rig.) Dalmat 44’ Vahirua 75’ | Marcatori | 90+3’ de Jong |

| Arbitro: | Ryszard Wójcik |

|                |           |  |
| Ümit Karan 79’ | Marcatori |  |

| Arbitro: | Herbert Fandel |

|          |           |                                |
| Couto 7’ | Marcatori | 3’ Fabbri 63’ Armand 86’ Ziani |

| Arbitro: | Manuel Mejuto González |

|                                     |           |                |
| Bruggink 38’ Faber 53’ Kežman 90+4’ | Marcatori | 68’ Ümit Karan |

| Arbitro: | Mike McCurry |

|             |           |  |
| Hofland 40’ | Marcatori |  |

| Arbitro: | Tom Henning Øvrebø |

|  |           |            |
|  | Marcatori | 79’ Yalçın |

| Arbitro: | Antonio López Nieto |

|                                    |           |            |
| Fiore 39’ Claudio López 55’ (rig.) | Marcatori | 56’ Kežman |

| Istanbul 16 ottobre 2001, ore 20:45 CEST 4ª giornata | Galatasaray  | 0 – 0 referto | Nantes-Atlantique | Stadio Ali Sami Yen (19 100 spett.)\| Arbitro: \| Hellmut Krug \| |
| Arbitro:                                             | Hellmut Krug |               |                   |                                                                   |

| Eindhoven 24 ottobre 2001, ore 20:45 CEST 5ª giornata | PSV            | 0 – 0 referto | Nantes-Atlantique | Philips Stadion (29 050 spett.)\| Arbitro: \| Wolfgang Stark \| |
| Arbitro:                                              | Wolfgang Stark |               |                   |                                                                 |

| Arbitro: | Nikolai Levnikov |

|               |           |  |
| Stanković 76’ | Marcatori |  |

| Arbitro: | Terje Hauge |

|       |           |  |
| André | Marcatori |  |

| Arbitro: | Ľuboš Micheľ |

|                      |           |  |
| Yalçın 26’ Erdem 50’ | Marcatori |  |

### Gruppo E
| Squadra   | Pt | G | V | N | P | GF | GS | DG |
| --------- | -- | - | - | - | - | -- | -- | -- |
| Juventus  | 11 | 6 | 3 | 2 | 1 | 11 | 8  | +3 |
| Porto     | 10 | 6 | 3 | 1 | 2 | 7  | 5  | +2 |
| Celtic    | 9  | 6 | 3 | 0 | 3 | 8  | 11 | -3 |
| Rosenborg | 4  | 6 | 1 | 1 | 4 | 4  | 6  | -2 |

| Arbitro: | Hellmut Krug |

|                                       |           |                               |
| Trezeguet 43’, 55’ Amoruso 90’ (rig.) | Marcatori | 67’ Petrov 86’ (rig.) Larsson |

| Arbitro: | Graham Barber |

|                 |           |                   |
| Rushfeldt 90+2’ | Marcatori | 10’ Pena 60’ Deco |

| Arbitro: | Jan Wegereef |

|                        |           |               |
| Skammelsrud 89’ (rig.) | Marcatori | 85’ Del Piero |

| Arbitro: | Dick Jol |

|                    |           |  |
| Henrik Larsson 36’ | Marcatori |  |

| Arbitro: | Alain Sars |

|              |           |  |
| Thompson 21’ | Marcatori |  |

| Porto 10 ottobre 2001, ore 20:45 CEST 3ª giornata | Porto                  | 0 – 0 referto | Juventus | Stadio das Antas (40 228 spett.)\| Arbitro: \| Manuel Mejuto González \| |
| Arbitro:                                          | Manuel Mejuto González |               |          |                                                                          |

| Arbitro: | Graham Poll |

|               |           |  |
| Trezeguet 21’ | Marcatori |  |

| Arbitro: | René Temmink |

|                             |           |  |
| Clayton 1’, 61’ Silva 45+1’ | Marcatori |  |

| Arbitro: | Juan Fernández Marin |

|                           |           |  |
| Harald Brattbakk 19’, 36’ | Marcatori |  |

| Arbitro: | Anders Frisk |

|                                         |           |             |
| Del Piero 32’ Montero 47’ Trezeguet 73’ | Marcatori | 13’ Clayton |

| Arbitro: | Gilles Veissière |

|                                                  |           |                                  |
| Valgaeren 24’ Sutton 45’, 64’ Larsson 57’ (rig.) | Marcatori | 19’ Del Piero 51’, 77’ Trezeguet |

| Arbitro: | Hartmut Strampe |

|          |           |  |
| Pena 37’ | Marcatori |  |

### Gruppo F
| Squadra          | Pt | G | V | N | P | GF | GS | DG |
| ---------------- | -- | - | - | - | - | -- | -- | -- |
| Barcellona       | 15 | 6 | 5 | 0 | 1 | 12 | 5  | +7 |
| Bayer Leverkusen | 12 | 6 | 4 | 0 | 2 | 10 | 9  | +1 |
| Olympique Lione  | 9  | 6 | 3 | 0 | 3 | 10 | 9  | +1 |
| Fenerbahçe       | 0  | 6 | 0 | 0 | 6 | 3  | 12 | -9 |

| Arbitro: | Graziano Cesari |

|  |           |                 |
|  | Marcatori | 75’ Ulf Kirsten |

| Arbitro: | Anders Frisk |

|  |           |                                        |
|  | Marcatori | 25’ Kluivert 28’ Andersson 66’ Saviola |

| Arbitro: | Frank De Bleeckere |

|  |           |              |
|  | Marcatori | 89’ Delmotte |

| Arbitro: | Hugh Dallas |

|                          |           |                  |
| Baştürk 52’ Neuville 69’ | Marcatori | 22’ Luis Enrique |

| Arbitro: | Alain Hamer |

|                       |           |           |
| Lúcio 36’ Ballack 59’ | Marcatori | 6’ Revivo |

| Arbitro: | Kim Milton Nielsen |

|                                 |           |  |
| Kluivert 78’ Rivaldo 87’ (rig.) | Marcatori |  |

| Arbitro: | Konrad Plautz |

|                                       |           |                |
| Govou 45+1’ Carrière 53’ Delmotte 68’ | Marcatori | 35’ Derelioğlu |

| Arbitro: | Pierluigi Collina |

|                               |           |             |
| Kluivert 12’ Luis Enrique 38’ | Marcatori | 32’ Ramelow |

| Arbitro: | Terje Hauge |

|                |           |                           |
| Derelioğlu 40’ | Marcatori | 21’ Schneider 34’ Kirsten |

| Arbitro: | Graham Poll |

|                            |           |                                        |
| Luyindula 66’ Carrière 88’ | Marcatori | 9’ Kluivert 18’ Rivaldo 90+4’ G. López |

| Arbitro: | Valentin Ivanov |

|                             |           |                                     |
| Sebescen 45+2’ Berbatov 52’ | Marcatori | 32’, 38’ Carrière 64’ Née 81’ Govou |

| Arbitro: | Stuart Dougal |

|               |           |  |
| Rivaldo 90+2’ | Marcatori |  |

### Gruppo G
| Squadra             | Pt | G | V | N | P | GF | GS | DG |
| ------------------- | -- | - | - | - | - | -- | -- | -- |
| Deportivo La Coruña | 10 | 6 | 2 | 4 | 0 | 10 | 8  | +2 |
| Manchester Utd      | 10 | 6 | 3 | 1 | 2 | 10 | 6  | +4 |
| Lilla               | 6  | 6 | 1 | 3 | 2 | 7  | 7  | 0  |
| Olympiacos          | 5  | 6 | 1 | 2 | 3 | 6  | 12 | -6 |

| Arbitro: | René Temmink |

|             |           |  |
| Beckham 90’ | Marcatori |  |

| Arbitro: | Jan Wegereef |

|                        |           |                                    |
| Fran 22’ Valerón 90+4’ | Marcatori | 80’ Giannakopoulos 83’ Ofori-Quaye |

| Arbitro: | Stefano Braschi |

|                         |           |             |
| Pandiani 86’ Naybet 90’ | Marcatori | 40’ Scholes |

| Arbitro: | Stuart Dougal |

|                                      |           |                      |
| Bakari 33’ Cheyrou 44’ Tafforeau 79’ | Marcatori | 90+1’ Giannakopoulos |

| Arbitro: | Claus Bo Larsen |

|             |           |             |
| Olufadé 87’ | Marcatori | 49’ Valerón |

| Arbitro: | Graziano Cesari |

|  |           |                      |
|  | Marcatori | 66’ Beckham 82’ Cole |

| Arbitro: | Herbert Fandel |

|                        |           |                                      |
| van Nistelrooy 7’, 40’ | Marcatori | 37’, 39’ Sergio González 60’ Tristán |

| Arbitro: | Alfredo Trentalange |

|                             |           |            |
| Alexandris 53’ Niniadis 64’ | Marcatori | 38’ Bassir |

| Arbitro: | Ľuboš Micheľ |

|                    |           |                    |
| Tristán 14’ (rig.) | Marcatori | 20’ (rig.) Cheyrou |

| Arbitro: | Vítor Melo Pereira |

|                                             |           |  |
| Solskjær 79’ Giggs 88’ van Nistelrooy 90+4’ | Marcatori |  |

| Arbitro: | Urs Meier |

|             |           |             |
| Cheyrou 65’ | Marcatori | 6’ Solskjær |

| Arbitro: | Markus Merk |

|                |           |               |
| Alexandris 51’ | Marcatori | 84’ Capdevila |

### Gruppo H
| Squadra       | Pt | G | V | N | P | GF | GS | DG |
| ------------- | -- | - | - | - | - | -- | -- | -- |
| Bayern Monaco | 14 | 6 | 4 | 2 | 0 | 14 | 5  | +9 |
| Sparta Praga  | 11 | 6 | 3 | 2 | 1 | 10 | 3  | +7 |
| Feyenoord     | 5  | 6 | 1 | 2 | 3 | 7  | 14 | -7 |
| Spartak Mosca | 2  | 6 | 0 | 2 | 4 | 7  | 16 | -9 |

| Arbitro: | Antonio López Nieto |

|                            |           |                          |
| Robson 62’ Besčastnych 69’ | Marcatori | 12’ Bosvelt 59’ Tomasson |

| Monaco di Baviera 18 settembre 2001, ore 20:45 CEST 1ª giornata | Bayern Monaco | 0 – 0 referto | Sparta Praga | Olympiastadion (16 000 spett.)\| Arbitro: \| Leslie Irvine \| |
| Arbitro:                                                        | Leslie Irvine |               |              |                                                               |

| Arbitro: | Arturo Daudén Ibáñez |

|             |           |                                 |
| Baranov 64’ | Marcatori | 16’ Salihamidžić 41’, 74’ Élber |

| Arbitro: | Fritz Stuchlik |

|                                                     |           |  |
| Hartig 24’ Labant 38’ (rig.) Kincl 71’ Michalík 74’ | Marcatori |  |

| Arbitro: | Éric Poulat |

|                      |           |  |
| Kincl 57’ Sionko 88’ | Marcatori |  |

| Arbitro: | Gilles Veissière |

|                                  |           |                |
| van Hooijdonk 38’ Tomasson 45+1’ | Marcatori | 13’, 50’ Élber |

| Arbitro: | Frank De Bleeckere |

|                                              |           |                 |
| Pizarro 7’, 22’ Élber 33’, 52’ Zickler 90+1’ | Marcatori | 58’ Besčastnych |

| Arbitro: | Arturo Daudén Ibáñez |

|  |           |                         |
|  | Marcatori | 43’ Jarošík 78’ Novotný |

| Arbitro: | Graham Barber |

|                           |           |                        |
| Robson 4’ Besčastnych 34’ | Marcatori | 29’ Holub 90+3’ Babnič |

| Arbitro: | Lucílio Batista |

|                                             |           |              |
| van Gobbel 12’ (aut.) Santa Cruz 30’, 90+1’ | Marcatori | 25’ Elmander |

| Arbitro: | Alain Hamer |

|  |           |                    |
|  | Marcatori | 40’ (aut.) Novotný |

| Arbitro: | Graziano Cesari |

|                          |           |                 |
| Tomasson 5’ Elmander 18’ | Marcatori | 14’ Besčastnych |